# Wild Atlantic Way

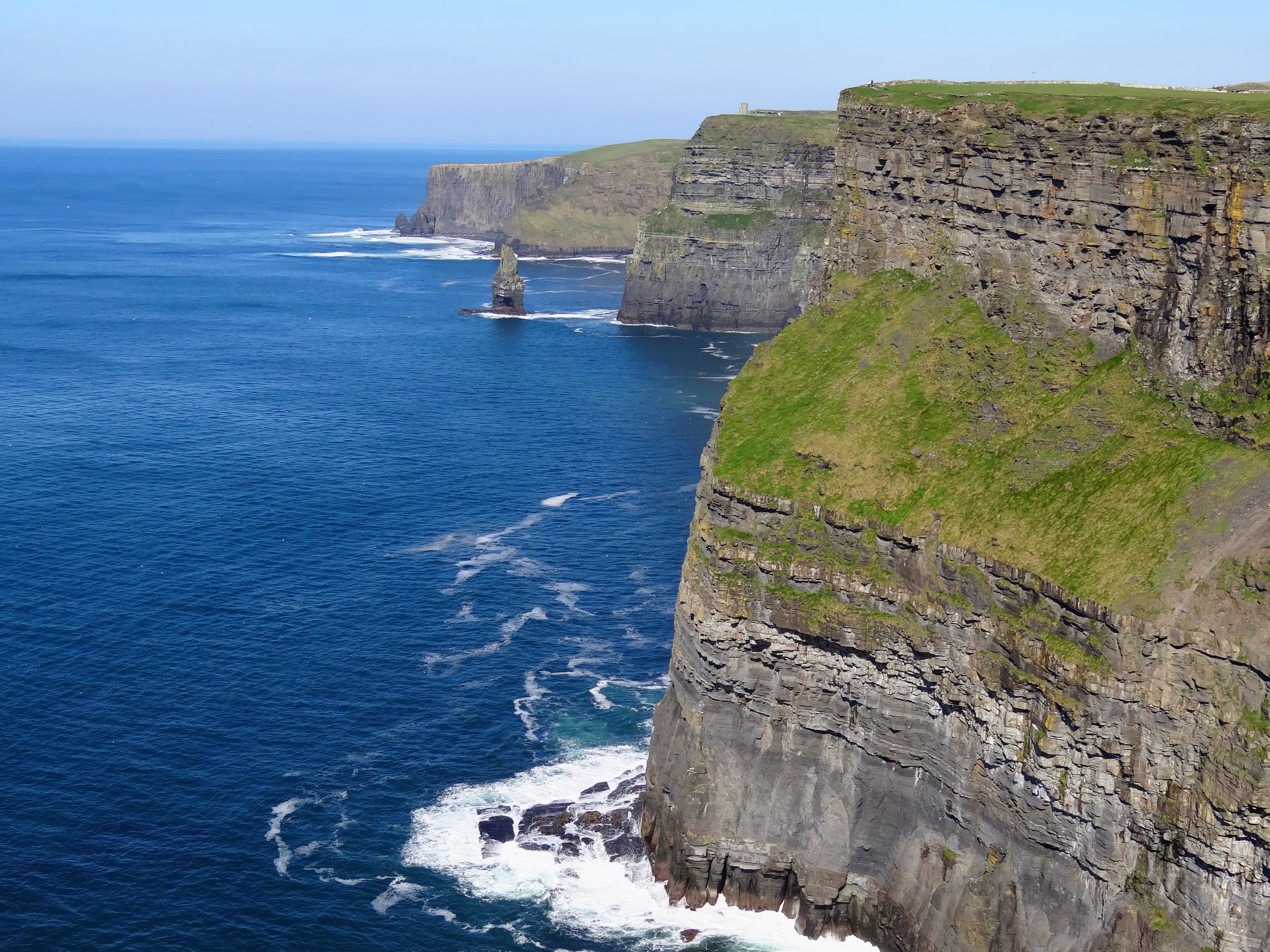
Acantilados de Moher, condado de Clare

El Wild Atlantic Way (irlandés: Slí un Atlantaigh Fhiáin) es una ruta turística en la costa oeste, y en partes de la costa norte y sur, de la República de Irlanda. Los 2.500 km (1.553 millas) de conducción ruta pasa a través de nueve condados y tres provincias, que se extiende desde la península de Inishowen del condado de Donegal en el Ulster de Kinsale, condado de Cork en Munster, en la costa del mar Céltico. A lo largo de la ruta hay 157 puntos de descubrimiento, 1.000 atracciones y más de 2.500 actividades.
- Datos: Q16853596
- Multimedia: Wild Atlantic Way / Q16853596